# W.G. Walden
William Garrett Walden (født 13. februar 1950) i Louisiana, USA er en amerikansk musiker og komponist for adskillige tv-programmer. Han går ofte under navnene Snuffy Walden eller W. G. Snuffy Walden.
Walden har blandt andet komponeret for thirtysomething, The Wonder Years, Roseanne, Ellen, My So-Called Life, Felicity, Sports Night, The West Wing, The George Lopez Show, I'll Fly Away, The Stand, Huff, Once and Again, Friday Night Lights and Studio 60 og the Sunset Strip.
Han har desuden udgivet soloalbummet music by... i 2001. 